# 1925 na Alemanha

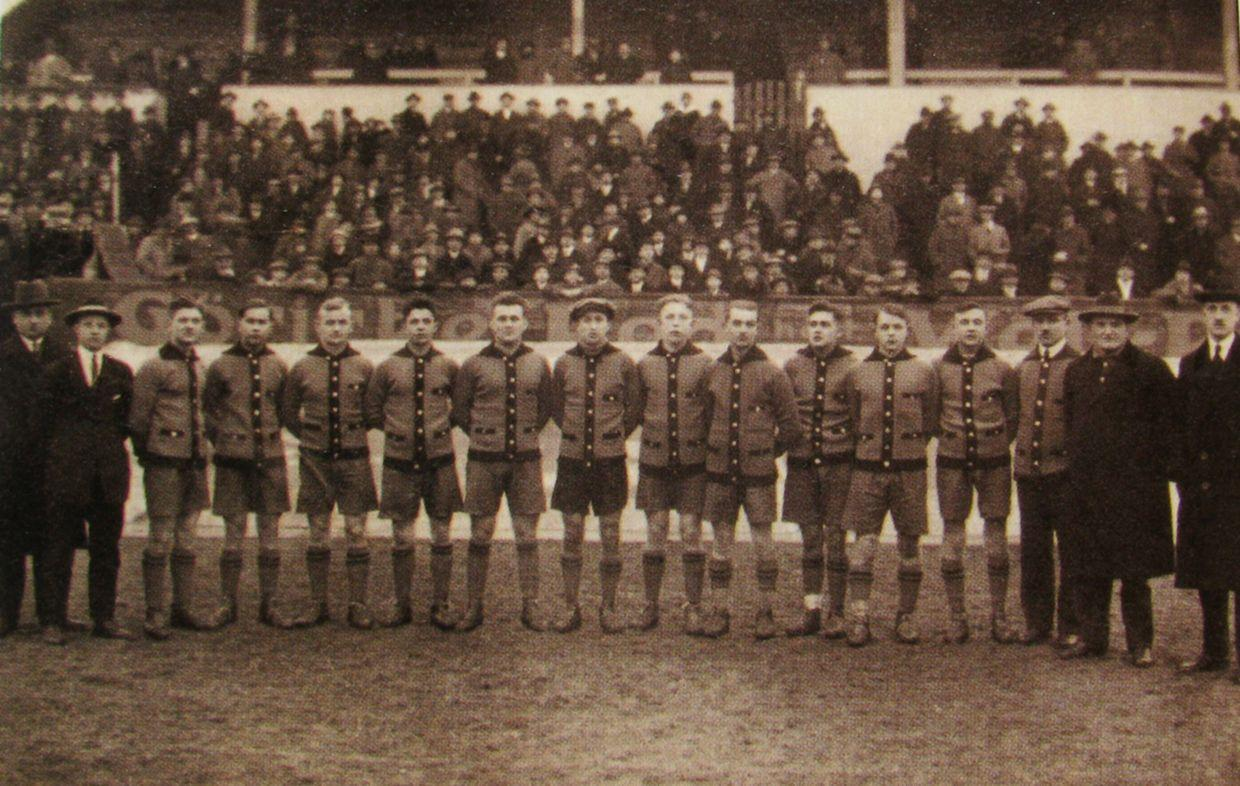
Na Alemanha de 1925, a equipe de futebol do S.K. Minerva enfrentou o "Marítimo" em dois empates no início do ano, conforme documentado na Coleção Club Sport Marítimo

Esta é uma cronologia dos fatos acontecimentos de ano 1925 na Alemanha.

## Eventos
- 26 de abril: Paul von Hindenburg vence a eleição presidencial com 48,3% dos votos, derrotando o candidato do Partido do Centro Alemão, Wilhelm Marx, com 45,3% dos votos.[1]
- 12 de outubro: A Alemanha e a União Soviética assinam um tratado econômico.
- 4 de novembro: Pela primeira vez, Adolf Hitler faz um discurso em Braunschweig.

## Mortes
- 28 de fevereiro: Friedrich Ebert, presidente da Alemanha (n. 1871).[1]